# Medicago monantha
Medicago monantha là một loài thực vật có hoa trong họ Đậu. Loài này được (C.A.Mey.) Trautv. miêu tả khoa học đầu tiên.